# Елисаветин золотой (пять рублей)
Пять рублей 1755 года — пробная золотая монета Российской империи номиналом в пять рублей. Была отчеканена во время царствования Елизаветы Петровны Санкт-Петербургским Монетным двором. Известна в четырёх типах и только в качестве новоделов. В некоторых каталогах два последних типа имеют название «Елизаветин золотой» совместно с пробной золотой монетой номиналом в 10 рублей этого же года. Такое название они получили в виду особой надписи на реверсах самих монет — «ЕЛИСАВЕТИНЪ ЗОЛОТОІ». Ещё одной уникальной особенностью данных монет является изображение на их реверсах святого апостола Андрея Первозванного на груди гербового орла, но в двух различных вариантах. В одном случае апостол на щите, а в другом — без него.

## История
Святой апостол Андрей Первозванный, считающийся покровителем России и орден его имени многократно изображались на монетах XVIII — нач. XX века. Впервые изображение святого Андрея, держащего за спиной крест, на котором он был распят появляется на золотых двухрублёвиках Петра I, которые чеканились в течение 11 лет. Позже, в 1749 году оно появляется на двойных и одинарных червонцах Елизаветы Петровны, которые чеканились одновременно с двойными и одинарными червонцами обычного вида — с профилем императрицы на аверсе и гербовым орлом на реверсе монеты. Их одновременная чеканка продолжалась до 1753 года, когда возникла необходимость разработки внешнего вида новых золотых монет крупных номиналов.
В 1755 году впервые в истории денежного обращения Российской империи появляются золотые монеты крупных номиналов — 5 и 10 рублей. При разработке их внешнего вида рассматривались разные варианты, в том числе изображение на реверсе монеты гербового орла на груди которого располагался бы святой апостол Андрей Первозванный. Доказательством таких разработок являются подлинная пробная золотая монета достоинством 10 рублей, которая находится в фонде Эрмитажа и очень редкие новодельные пятирублёвики, гербовая сторона которых (реверс) содержит оттиски двух различных подлинных штемпелей.
До сих пор точно неизвестно, существовали ли оригинальные пятирублёвики 1755 года, отчеканенные пробными гербовыми штемпелями или нет.

## Описание

### Гурт
У монет этой серии шнуровидный гурт № 1 и № 6 (по Гилю) с наклоном вправо и влево соответственно. Василий Уздеников обозначает такое оформление как первую (с наклоном влево) и вторую (с наклоном вправо) разновидность простого шнуровидного гурта.